# Эссман, Рауни
Рауни Мирьям Эссман (в замужестве — Астельоки; фин. Rauni Mirjam Essman (Asteljoki); 8 апреля 1918, Йоэнсуу, Куопио — 21 мая 1999, Коувола, Южная Финляндия) — финская легкоатлетка, выступавшая в беге на короткие дистанции. Участница летних Олимпийских игр 1936 года.

## Биография
Рауни Эссман родилась 8 апреля 1918 года в финском городе Йоэнсуу.
Изучала право. Работала заместителем нотариуса в окружном совете Коувола.
Выступала в соревнованиях по лёгкой атлетике за «Энсон Кисаилият» из Иматры. В 1935 году установила рекорд Финляндии в беге на 100 метров — 12,6 секунды, который продержался 17 лет.
В 1936 году вошла в состав сборной Финляндии на летних Олимпийских играх в Берлине. В беге на 100 метров заняла в четвертьфинале 2-е место с результатом 12,8, в полуфинале — последнее, 6-е место. В эстафете 4х100 метров сборная Финляндии, за которую также выступали Ирья Липасти, Эбба Фром и Райли Халтту, заняла в полуфинале последнее, 4-е место с результатом 49,5, уступив 0,9 секунды попавшей в финал с 3-го места команде Италии.
Умерла 21 мая 1999 года в Коуволе.

## Личный рекорд
- Бег на 100 метров — 12,6 (1935)[2]

## Семья
Вырастила четырёх детей.